# Harry Klugmann
Harry Klugmann (28 de octubre de 1940-29 de junio de 2023) fue un jinete alemán que compitió para la RFA en la modalidad de concurso completo.
Participó en los Juegos Olímpicos de Múnich 1972, obteniendo una medalla de bronce en la prueba por equipos. Ganó una medalla en el Campeonato Mundial de Concurso Completo de 1978 y tres medallas en el Campeonato Europeo de Concurso Completo entre los años 1973 y 1977.

## Palmarés internacional
| Juegos Olímpicos   | Juegos Olímpicos           | Juegos Olímpicos  | Juegos Olímpicos |
| Año                | Lugar                      | Medalla           | Categoría        |
| ------------------ | -------------------------- | ----------------- | ---------------- |
| 1972               | Múnich (RFA)               | Medalla de bronce | Por equipos      |
| Campeonato Mundial |                            |                   |                  |
| Año                | Lugar                      | Medalla           | Categoría        |
| 1978               | Lexington (Estados Unidos) | Medalla de plata  | Por equipos      |
| Campeonato Europeo |                            |                   |                  |
| Año                | Lugar                      | Medalla           | Categoría        |
| 1973               | Kiev (URSS)                | Medalla de oro    | Por equipos      |
| 1975               | Luhmühlen (RFA)            | Medalla de bronce | Por equipos      |
| 1977               | Burghley (Reino Unido)     | Medalla de plata  | Por equipos      |